# EuroCup Women 2015-2016
L'EuroCup Women 2015-2016 è stata la quattordicesima edizione del torneo europeo di secondo livello per squadre femminili di club di pallacanestro. Il torneo ha avuto inizio il 7 ottobre 2015 con la gara di andata del turno preliminare e si è concluso il 13 aprile 2016 con la gara di ritorno della finale. Le vincitrici del trofeo sono risultate le francesi del Bourges che hanno sconfitto in finale le connazionali del Villeneuve d'Ascq.

## Regolamento
Alla regular season partecipano 32 squadre (31 qualificate di diritto ed una uscente da un turno preliminare), divise in 8 gruppi di 4 secondo criteri geografici. Le prime due classificate di ogni girone si qualificano per la fase a eliminazione diretta, giocata con partite di andata e ritorno dagli ottavi sino alla finale.

## Squadre partecipanti
- 5 : Sparta&K Vidnoe, Čevakata Vologda, Energia Ivanovo, Dinamo Mosca, Enisey Krasnojarsk
- 5 : Adana ASKİ, İstanbul Üniversitesi, Beşiktaş, Orduspor, Edirnespor
- 4 : Diósgyőr Miskolc, PEAC-Pécs, UNI Győr, PINKK-Pécsi 424
- 3 : Basket Landes, Union Angers, Nantes Rezé
- 2 : Reyer Venezia, Dike Basket Napoli
- 2 : ČEZ Nymburk, VALOSUN Brno
- 2 : Luleå BBK, Udominate Umeå
- 1 : Belfius Namur-Capital
- 1 : Cmoki Minsk
- 1 : Dunav 8806 Ruse
- 1 : TTT Rīga
- 1 : Wasserburg
- 1 : Orange Blizzards
- 1 : União Sportiva
- 1 : Piešťanské Čajky
- 1 : Elfic Fribourg

## Regular season
La regular season è iniziata il 28 ottobre 2015 ed è terminata il 17 dicembre 2015.

### Gruppo A
|    | Squadra          | Pt. | G | V | P | PF  | PS  |
| -- | ---------------- | --- | - | - | - | --- | --- |
| 1. | Sparta&K Vidnoe  | 11  | 6 | 5 | 1 | 472 | 387 |
| 2. | Beşiktaş         | 9   | 6 | 3 | 3 | 443 | 475 |
| 3. | Adana ASKİ       | 8   | 6 | 2 | 4 | 448 | 467 |
| 4. | Piešťanské Čajky | 8   | 6 | 2 | 4 | 389 | 423 |

|                  | ADA   | BES    | PIE   | SPA   |
| Adana ASKİ       |       | 91-82  | 63-72 | 67-73 |
| Beşiktaş         | 87-70 |        | 75-79 | 76-66 |
| Piešťanské Čajky | 62-87 | 60-65  |       | 68-70 |
| Sparta&K Vidnoe  | 91-70 | 109-58 | 63-48 |       |

### Gruppo B
|    | Squadra        | Pt. | G | V | P | PF  | PS  |
| -- | -------------- | --- | - | - | - | --- | --- |
| 1. | Orduspor       | 10  | 6 | 4 | 2 | 468 | 425 |
| 2. | TTT Rīga       | 10  | 6 | 4 | 2 | 426 | 385 |
| 3. | Dinamo Mosca   | 10  | 6 | 4 | 2 | 408 | 420 |
| 4. | Udominate Umeå | 6   | 6 | 0 | 6 | 328 | 381 |

|                | DIN   | ORD   | TTT   | UDO   |
| Dinamo Mosca   |       | 64-60 | 61-59 | 66-59 |
| Orduspor       | 87-72 |       | 80-78 | 87-68 |
| TTT Rīga       | 71-58 | 75-69 |       | 79-57 |
| Udominate Umeå | 84-87 | 68-85 | 60-64 |       |

### Gruppo C
|    | Squadra            | Pt. | G | V | P | PF  | PS  |
| -- | ------------------ | --- | - | - | - | --- | --- |
| 1. | Enisey Krasnojarsk | 11  | 6 | 5 | 1 | 416 | 379 |
| 2. | Edirnespor         | 10  | 6 | 4 | 2 | 433 | 407 |
| 3. | Čevakata Vologda   | 9   | 6 | 3 | 3 | 426 | 419 |
| 4. | Cmoki Minsk        | 6   | 6 | 0 | 6 | 330 | 400 |

|                    | ČEV   | CMO   | EDI   | ENI   |
| Čevakata Vologda   |       | 65-58 | 65-62 | 64-69 |
| Cmoki Minsk        | 59-69 |       | 46-61 | 50-53 |
| Edirnespor         | 97-94 | 73-61 |       | 70-68 |
| Enisey Krasnojarsk | 74-69 | 79-56 | 73-70 |       |

### Gruppo D
|    | Squadra               | Pt. | G | V | P | PF  | PS  |
| -- | --------------------- | --- | - | - | - | --- | --- |
| 1. | İstanbul Üniversitesi | 12  | 6 | 6 | 0 | 466 | 385 |
| 2. | Luleå BBK             | 9   | 6 | 3 | 3 | 467 | 480 |
| 3. | Dunav 8806 Ruse       | 8   | 6 | 2 | 4 | 408 | 424 |
| 4. | Energia Ivanovo       | 7   | 6 | 1 | 5 | 383 | 435 |

|                       | DUN   | ENE   | İST   | LUL   |
| Dunav 8806 Ruse       |       | 80-61 | 48-71 | 75-65 |
| Energia Ivanovo       | 67-60 |       | 48-57 | 77-84 |
| İstanbul Üniversitesi | 83-71 | 72-59 |       | 97-82 |
| Luleå BBK             | 77-74 | 82-71 | 77-86 |       |

### Gruppo E
|    | Squadra         | Pt. | G | V | P | PF  | PS  |
| -- | --------------- | --- | - | - | - | --- | --- |
| 1. | Reyer Venezia   | 10  | 6 | 4 | 2 | 418 | 375 |
| 2. | Nantes Rezé     | 10  | 6 | 4 | 2 | 440 | 407 |
| 3. | Wasserburg      | 9   | 6 | 3 | 3 | 427 | 422 |
| 4. | PINKK-Pécsi 424 | 7   | 6 | 1 | 5 | 341 | 422 |

|                 | NAN   | PIN   | REY   | WAS   |
| Nantes Rezé     |       | 88-57 | 73-65 | 85-74 |
| PINKK-Pécsi 424 | 64-56 |       | 61-74 | 55-70 |
| Reyer Venezia   | 69-59 | 62-49 |       | 80-60 |
| Wasserburg      | 78-79 | 72-55 | 73-68 |       |

### Gruppo F
|    | Squadra        | Pt. | G | V | P | PF  | PS  |
| -- | -------------- | --- | - | - | - | --- | --- |
| 1. | Basket Landes  | 11  | 6 | 5 | 1 | 421 | 375 |
| 2. | ČEZ Nymburk    | 10  | 6 | 4 | 2 | 419 | 383 |
| 3. | PEAC-Pécs      | 8   | 6 | 2 | 4 | 402 | 403 |
| 4. | Elfic Fribourg | 7   | 6 | 1 | 5 | 357 | 438 |

|                | FRI   | LAN   | NYM   | PEA   |
| Elfic Fribourg |       | 54-67 | 54-74 | 63-73 |
| Basket Landes  | 81-67 |       | 62-59 | 71-51 |
| ČEZ Nymburk    | 79-54 | 82-61 |       | 82-68 |
| PEAC-Pécs      | 64-65 | 62-79 | 84-43 |       |

### Gruppo G
|    | Squadra            | Pt. | G | V | P | PF  | PS  |
| -- | ------------------ | --- | - | - | - | --- | --- |
| 1. | Diósgyőr Miskolc   | 12  | 6 | 6 | 0 | 451 | 379 |
| 2. | Dike Basket Napoli | 10  | 6 | 4 | 2 | 393 | 372 |
| 3. | VALOSUN Brno       | 8   | 6 | 2 | 4 | 406 | 400 |
| 4. | Orange Blizzards   | 6   | 6 | 0 | 6 | 361 | 460 |

|                    | BRN   | DIÓ   | NAP   | ORA   |
| VALOSUN Brno       |       | 73-77 | 62-64 | 72-49 |
| Diósgyőr Miskolc   | 83-58 |       | 68-64 | 79-57 |
| Dike Basket Napoli | 68-60 | 53-60 |       | 72-59 |
| Orange Blizzards   | 59-81 | 74-84 | 63-72 |       |

### Gruppo H
|    | Squadra               | Pt. | G | V | P | PF  | PS  |
| -- | --------------------- | --- | - | - | - | --- | --- |
| 1. | União Sportiva        | 11  | 6 | 5 | 1 | 442 | 379 |
| 2. | Union Angers          | 10  | 6 | 4 | 2 | 425 | 400 |
| 3. | Belfius Namur-Capital | 9   | 6 | 3 | 3 | 426 | 429 |
| 4. | UNI Győr              | 6   | 6 | 0 | 6 | 356 | 441 |

|                       | ANG   | BEL   | GYO   | USP   |
| Union Angers          |       | 88-84 | 69-51 | 73-72 |
| Belfius Namur-Capital | 67-56 |       | 80-74 | 62-81 |
| UNI Győr              | 53-70 | 62-74 |       | 67-76 |
| União Sportiva        | 73-69 | 68-59 | 72-49 |       |

## Ottavi di finale
Le partite di andata si sono giocate il 7 gennaio, quelle di ritorno il 14 gennaio 2016.
| Squadra 1          | Totale  | Squadra 2             | Andata | Ritorno |
| ------------------ | ------- | --------------------- | ------ | ------- |
| Beşiktaş           | 152-148 | İstanbul Üniversitesi | 82-68  | 70-80   |
| Luleå BBK          | 134-176 | Diósgyőr Miskolc      | 62-86  | 72-90   |
| Dike Basket Napoli | 119-143 | Sparta&K Vidnoe       | 59-81  | 60-62   |
| Union Angers       | 130-125 | União Sportiva        | 72-58  | 58-67   |
| Edirnespor         | 148-150 | Basket Landes         | 68-61  | 80-89   |
| Nantes Rezé        | 136-121 | Enisey Krasnojarsk    | 72-53  | 64-68   |
| ČEZ Nymburk        | 163-153 | Orduspor              | 76-72  | 87-81   |
| TTT Rīga           | 122-136 | Reyer Venezia         | 61-67  | 61-69   |

## Quarti di finale
Le partite di andata si sono disputate il 28 gennaio, quelle di ritorno il 4 febbraio 2016.
| Squadra 1    | Totale  | Squadra 2        | Andata | Ritorno |
| ------------ | ------- | ---------------- | ------ | ------- |
| Beşiktaş     | 139-129 | Reyer Venezia    | 75-67  | 64-62   |
| ČEZ Nymburk  | 114-146 | Diósgyőr Miskolc | 64-69  | 50-77   |
| Nantes Rezé  | 124-139 | Sparta&K Vidnoe  | 60-57  | 64-82   |
| Union Angers | 92-118  | Basket Landes    | 37-55  | 55-63   |

## Challenge phase
Le 4 squadre rimaste vengono raggiunte da 4 squadre provenienti dalla EuroLeague Women 2015-2016. Le partite si sono giocate l'8 e l'11 marzo 2016.
| Squadra 1         | Totale  | Squadra 2          | Andata | Ritorno |
| ----------------- | ------- | ------------------ | ------ | ------- |
| Agü Spor Kayseri  | 142-139 | Beşiktaş           | 79-68  | 63-71   |
| Basket Landes     | 146-123 | Diósgyőr Miskolc   | 89-65  | 57-58   |
| Villeneuve d'Ascq | 118-110 | Good Angels Košice | 58-42  | 60-68   |
| Bourges           | 131-120 | Sparta&K Vidnoe    | 68-58  | 63-62   |

## Semifinali
Le partite di andata si sono giocate il 22 marzo, quelle di ritorno il 25 marzo 2016.
| Squadra 1         | Totale  | Squadra 2     | Andata | Ritorno |
| ----------------- | ------- | ------------- | ------ | ------- |
| Agü Spor Kayseri  | 122-128 | Bourges       | 55-68  | 67-60   |
| Villeneuve d'Ascq | 150-108 | Basket Landes | 80-54  | 70-54   |

## Finale
La finale di andata si è disputata il 6 aprile, quella di ritorno il 13 aprile 2016.
| Squadra 1         | Totale | Squadra 2 | Andata | Ritorno |
| ----------------- | ------ | --------- | ------ | ------- |
| Villeneuve d'Ascq | 93-105 | Bourges   | 40-51  | 53-54   |

| EuroCup 2015-2016 |
| ----------------- |
| Bourges 1º titolo |